# Fabrizio Felice Bracco
Fabrizio Felice Bracco (Perugia, 19 dicembre 1946) è un politico italiano, presidente del Consiglio regionale dell'Umbria dal 2009 al 2010.

## Biografia
È stato docente di filosofia politica nella facoltà di scienze politiche dell’Università di Perugia. Dopo aver militato nel Partito Socialista Italiano di Unità Proletaria di Tullio Vecchietti e poi nel Partito di Unità Proletaria, nel 1978 aderisce al Partito Comunista Italiano.
Nei primi anni '90 è stato consigliere comunale e assessore del comune di Perugia, nella giunta guidata da Mario Valentini; dopo lo scioglimento del PCI confluisce nel Partito Democratico della Sinistra.
In occasione delle elezioni politiche del 1994 viene eletto alla Camera con i Progressisti nel collegio uninominale di Perugia centro; fu riconfermato alle politiche del 1996, quando fu eletto con il sostegno dell'Ulivo nel collegio di Perugia-Todi. Successivamente aderì ai Democratici di Sinistra, terminando il mandato di parlamentare nel 2001.
Nel 2005 è divenuto consigliere regionale della regione Umbria con la lista Uniti nell'Ulivo, ricoprendo anche il ruolo di Presidente del Consiglio regionale dal 2009 fino al termine del mandato.
È stato poi rieletto nel 2010, in rappresentanza del Partito Democratico, all'interno del listino regionale a sostegno della candidata di centro-sinistra Catiuscia Marini. Dal 2010 al 2015 ha ricoperto l'incarico di assessore regionale al bilancio, ai beni culturali, allo spettacolo e al turismo.
Sposato, ha due figlie.